# 슈팅 라이크 베컴
《슈팅 라이크 베컴》(Bend It Like Beckham)은 2002년 공개된 영국, 미국, 인도, 독일의 로맨틱 스포츠 영화이다. 인도 출신의 거린더 차다 감독을 맡았다. 2002년 4월 12일 영국에서 레드버스 필름 디스트리뷰션 배급으로 개봉되었다. 대한민국에서는 2002년 부천국제판타스틱영화제 개막작으로 첫 상영되었다.

## 출연진
- 파민더 나그라 - 제스 바므라 역
- 키이라 나이틀리 - 줄스 역
- 조나단 리스 마이어스 - 조 역
- 아누팜 커 - 제스 아버지 역
- 아치 판자비 - 핑키 역
- 샤즈나이 루이스 - 멜 역
- 프랭크 하퍼 - 앨런 역
- 줄리엣 스티븐슨 - 폴라 역
- 샤힌 칸 - 제스 어머니 역
- 아미트 차나 - 토니 역

## 제작진
- 감독 : 거린다 차다
- 각본 : 거린다 차다, 굴지트 빈드라, 폴 마에다 버지스
- 제작 : 디팍 네이야, 거린다 차다
- 기획 : 울리치 펠스버그, 지기 카마사, 사이몬 프랭크스, 핸닛 배스와니, 러셀 피셔
- 촬영 : 임양충
- 음악 : 크레이그 프러스
- 미술 : 닉 엘리스
- 의상 : 랠프 홀스
- 편집 : 저스틴 크리쉬

## 사운드 트랙 (O.S.T)
영국 발매
1. 크레이그 프러스 & 발리 사구 Feat. Gunjan – "Titles"
2. 블란디 – "Atomic"
3. Backyard Dog – "Baddest Ruffest"
4. B21 – "Darshan"
5. (Movie Dialogue) – "It's Beckham's Corner"
6. 빅토리아 베컴 – "I Wish"
7. (Movie Dialogue) – "Learn To Cook Dahl"
8. Malkit Singh – "Jind Mahi"
9. Nusrat Fateh Ali Khan – "Tere Bin Nahin Lagda"
10. Bally Sagoo Feat Gunjan – "Noorie"
11. (Movie Dialogue) – "Juicy Juicy Mangoes"
12. Basement Jaxx – "Do Your Thing"
13. (Movie Dialogue) – "Eyes Down"
14. Texas – "Inner Smile"
15. 멜라니 C – "Independence Day" (New Version)
16. (Movie Dialogue) – "Can't Make Round Chapattis"
17. Hans Raj Hans – "Punjabiyan Di Shaan"
18. Gunjan – "Kinna Sohna"
19. Tito Beltrán – "Nessun Dorma"
20. (Movie Dialogue) – "The Offside Rule Is"
21. Bina Mistry – "Hot Hot Hot"
22. 크레이그 프러스 & 발리 사구 Feat. Gunjan – "Hai Raba!"
23. Curtis Mayfield – "Move on Up"

미국 발매
1. 크레이그 프러스 & 발리 사구 Feat. Gunjan – "Titles" (Movie Dialogue) – "It's Beckham's Corner"
2. Texas – "Inner Smile"
3. Malkit Singh – "Jind Mahi"
4. 발리 사구 Feat. Gunjan – "Noorie" (Movie Dialogue) – "Learn To Cook Dahl"
5. 빅토리아 베컴 – "I Wish" (Movie Dialogue) – "Juicy Juicy Mangoes"
6. Gunjan – "Kinna Sohna"
7. Partners In Rhyme (featuring Nusrat Fateh Ali Khan) – "Tere Bin Nahin Lagda" (Movie Dialogue) – "Can't Make Round Chapattis"
8. 멜라니 C – "Independence Day"
9. B21 – "Darshan" (Movie Dialogue) – "Eyes Down"
10. Bina Mistry – "Hot Hot Hot"
11. 블란디 – "Atomic"
12. 크레이그 프러스 & 발리 사구 Feat. Gunjan – "Hai Raba!"
13. Tito Beltrán – "Nessun Dorma"

## 수상 내역
- 2002년 영국 코미디 어워드 - 최우수 코미디 영화상
- 2002년 로카르노 국제 영화제 - 대상
- 2002년 제23회 런던 비평가 협회상 - 영국 최우수 신인상 (키이라 나이틀리)
- 2002년 마라케시 국제 영화제 - 특별 심사위원상
- 2002년 제49회 시드니 영화제 - PRIX UIP 부문
- 2003년 ESPY Awards - 최우수 스포츠 영화상
- 2003년 전미 비평가 협회 - 특별 공로상
- 2003년 코미디 페스티벌 - 필름 디스커버리 심사위원상
- 2003년 제27회 토론토국제영화제 - 관객상
- 2004년 제15회 GLAAD Media Awards - 우수 영화상
- 2004년 평양 국제영화축전 - 음악상

## SBS 성우진 (2003년 7월 20일)
- 김정애 - 제스(파민더 나그라)
- 이미자 - 줄스(키이라 나이틀리)
- 김영선 - 조(조나단 라이스 메이어스)
- 장광 - 제스 아버지(아누팜 커)
- 조진숙 - 핑키(아치 판자비)
- 온영삼
- 유지영
- 최옥희
- 임성표
- 이재용
- 김용준
- 오주연
- 위훈

## 조선민주주의인민공화국에서의 방영
조선민주주의인민공화국의 영국 수교 10주년을 기념하여, 슈팅 라이크 베컴의 편집본이 조선민주주의인민공화국 텔레비전을 통해 2010년 12월 26일 방영되었다. 마틴 유덴 대사관은 트위터에서 "이것은 텔레비전에서 공중파로 방영된 최초의 서양 제작 영화이다."라고 언급하였다.

## 참고 문헌
- McGivering, Jill. "Football film spurs on Indian girls." BBC 17 January 2003.